# Berta Quintremán
Berta Quintremán Calpán (Alto Biobío, Chile, 20 de julho de 1937) é uma ativista pehuenche da comunidade de Ralco Lepoy na comuna de Alto Biobío, Chile.
Berta Quintremán começou a ganhar respaldo e notoriedade nacional e internacional na década de 1990, junto com sua irmã, Nicolasa Quintremán, nas mobilizações pehuenche contra a construção da Central hidroelétrica Ralco na comuna de Alto Biobío. Seus esforços valeram-lhe ser figura principal de dois documentários que abordam a luta dos pehuenche de Ralco contra a inundação de suas terras ancestrales.

## Biografia
Filha de Segundo Quintremán, Berta nasceu em 20 de julho de 1937, em Alto Biobío, na Região do Bío-Bío, no Chile. Tem vivido a maior parte de sua vida na localidade de Ralco Lepoy.
Nos anos 1990, junto à organização Mapu Zomoche Newen (em espanhol, Mulheres com a força da terra), realizaram diversas gestões para impedir a construção da Central hidroelétrica Ralco, assistindo a reuniões com autoridades regionais e nacionais, apelando ao reconhecimento de sua cultura. Deste modo, em 1997 as irmãs Quintremán entregaram uma carta ao então presidente Eduardo Frei Ruiz-Tagle com a finalidade de ensinar o quão descontente a comunidade mapuche estava com o projeto de desenvolvimento elétrico.

## Vida pessoal
Berta já foi protagonista de dois documentários: "Berta e Nicolasa, as irmãs Quintremán" (2002), dirigido por Alejandra Touro, que fala das vidas de ambas, detalhando aspectos de suas crenças, costumes, famílias e sua participação no coletivo Mapu Zomoche Newen; e "O vai-o de Berta" (2004), que foca em Berta e no seu papel à frente das negociações frustradas e dos protestos contra a empresa multinacional Endesa.
No ano 2000, junto com sua irmã Nicolasa, recebeu o prêmio Petra Kelly, na Alemanha, pelo compromisso na luta não-violenta na contramão da construção de mega represas.

#### Morte de Nicolasa Quintremán
Em 24 de dezembro de 2013, o corpo sem vida de Nicolasa Quintremán foi encontrado flutuando nas águas do lago artificial criado pela edificação da represa Ralco. A mulher tinha saído de sua casa durante a tarde do dia anterior, tendo ficado desaparecida desde então. Depois de seu funeral, três dias mais tarde, Berta falou com a imprensa:
| “ | Fiquei com sentimentos, fiquei sem braço. Que eles me ponham outro braço, que são capacitados, os empresários. | ” |